# Европейский маршрут E90
Европейский маршрут E90 является трансъевропейской автомагистралью класса А, простирающейся от Лиссабона (Португалия) до ирако-турецкой границы. Протяжённость маршрута — 4770 км.

## Страны и города, через которые проходит автомагистраль
- Португалия: Лиссабон — Монтижу — Эвора — Кая —
- Испания: Бадахос — Мадрид — Сарагоса — Барселона —
- Паром Испания — Италия
- Италия: Мадзара-дель-Валло (Сицилия) — Алькамо — Палермо — Буонфорнелло — Мессина — (переправа через море) — Реджо-ди-Калабрия — Катандзаро — Кротоне — Сибарис — Метапонто — Таранто — Бриндизи —
- Паром Италия — Греция
- Греция: Игуменица — Янина — Козани — Салоники — Александруполис —
- Паром Греция — Турция
- Турция: Ипсала — Кешан — Галлиполи — (переправа через море) — Лапсеки — Бурса — Анкара — Адана — Топраккале — Газиантеп — Шанлыурфа — Нусайбин — Хабур
- Ирако-турецкая граница

## Фотографии

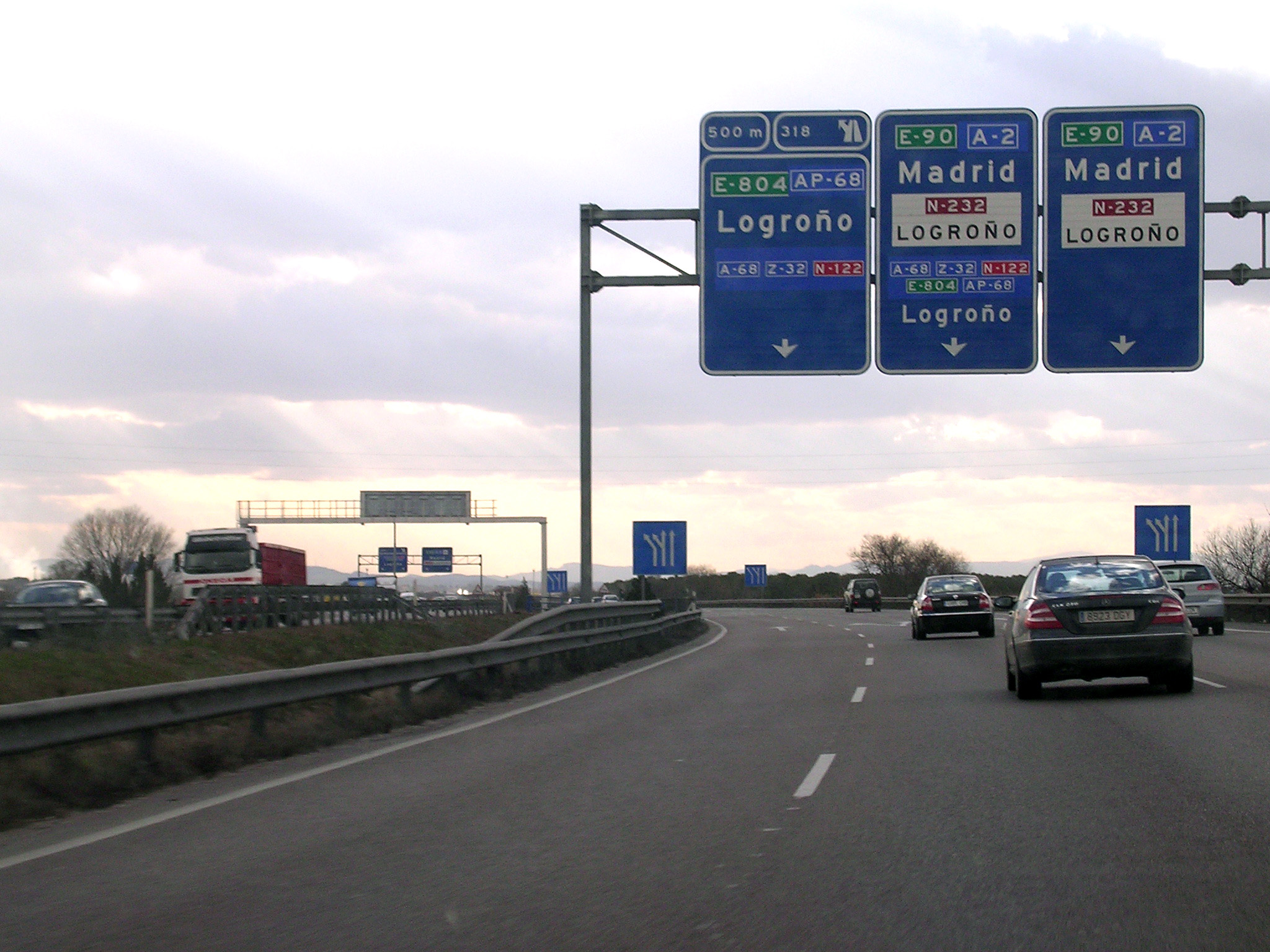
Е90 возле Сарагосы
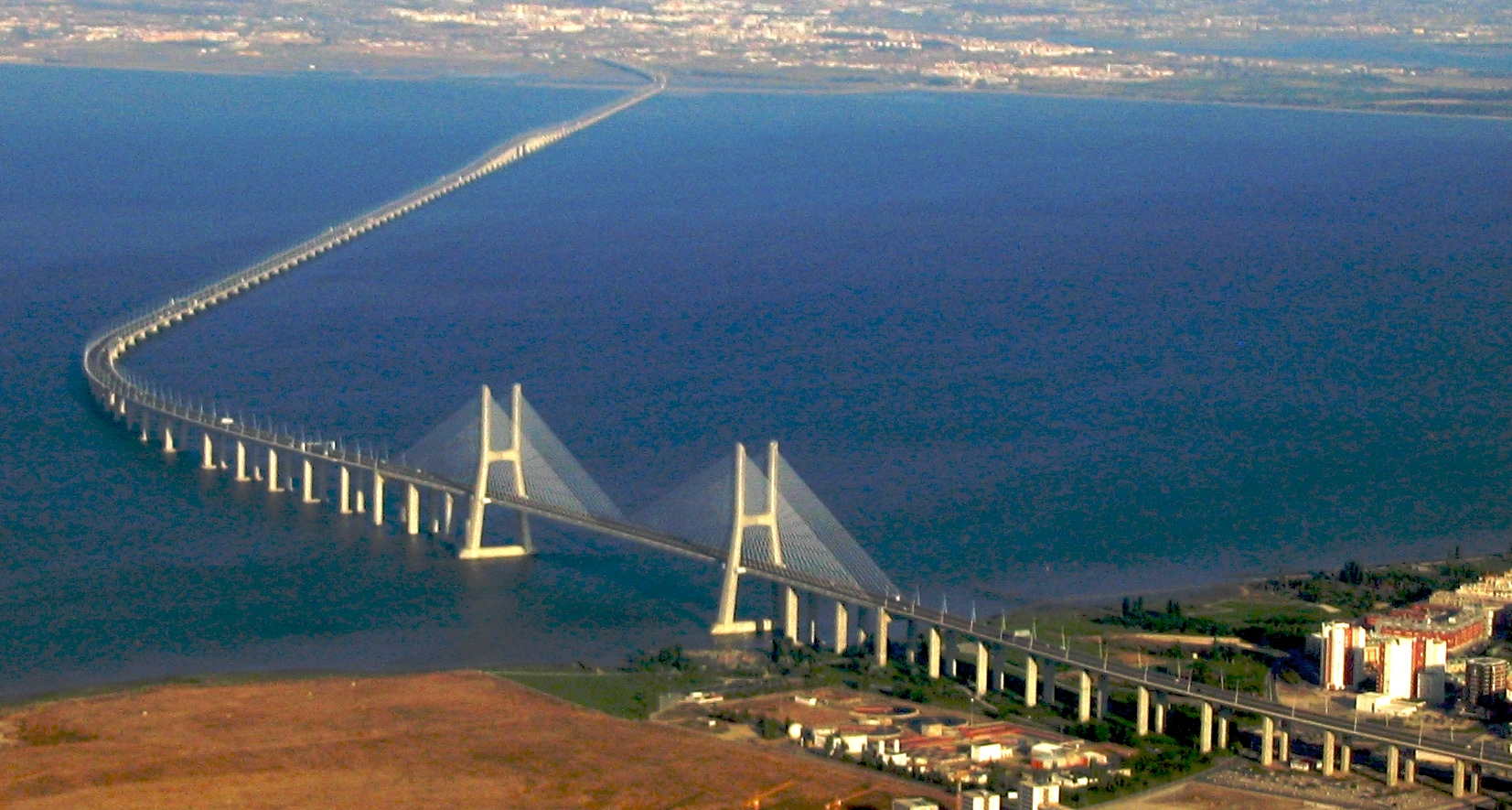
Мост Васко да Гама, Португалия
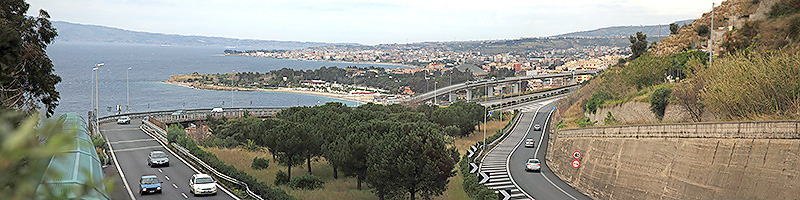
Панорама на автостраду Е90 возле Реджо-ди-Калабрия, Италия